# جيمتوزوماب أوزوغاميسين
جيمتوزوماب أوزوغاميسين (بالإنجليزية: Gemtuzumab ozogamicin)‏
هو جسم مضاد وحيد النسيلة مرتبط بدواء. استخدم لعلاج ابيضاض الدم النقوي الحاد للفترة 2000-2010 لكنه سحب من الاستخدام في حزيران 2010 بعد تقارير تفيد بارتفاع معدلات الوفاة إضافة لعدم وجود فائدة تضاف إلى الأدوية البديلة الأخرى. الدواء خلال فترة تسويقه تعرض لنقد كثير بسبب أعراضه الجانبية وقلة مراقبة استخدامه.
سوقته وايث (التي استحوذت عليها فايزر) تحت اسم تجاري هو مايلوتارغ (بالإنجليزية: Mylotarg)‏، وقد سحبته فايزر بطلب من إدارة الغذاء والدواء.